# Утрика
Утрика (устар. Утрок(а) или Утренка) — река в России, протекает по Киржачскому району Владимирской области. Правый приток реки Шередарь. Длина реки составляет 8 км.
Берёт начало у с. Митино, минует Халино (справа) и Маринкино (слева). Впадает в реку Шередарь в болотистой низине у Мызжелово.